# 電波監理局
電波監理局（でんぱかんりんきょく）
- 旧郵政省の内部部局。
  - 1952年（昭和27年）8月1日に電波監理委員会が廃止された際に、事務局であった電波監理総局が移行した。1984年（昭和59年）7月1日に電気通信政策局との2局が再編され、通信政策局、電気通信局および放送行政局の3局となった。電気通信局を参照。
- 旧電波監理委員会および旧郵政省の地方支分部局。
  - 1950年（昭和25年）6月1日の電波監理委員会発足の際、全国10か所に配置されていた電波庁地方機関の地方電波管理局が、電波監理総局の地方機関として地方電波監理局となった。総称として地方電波監理局と呼称するが、個別の局名称には地方を付さない。1985年（昭和60年）4月1日に地方電気通信監理局と改称された。総合通信局#沿革を参照。